# Cyclocodon lancifolius
Cyclocodon lancifolius är en klockväxtart som först beskrevs av William Roxburgh, och fick sitt nu gällande namn av Wilhelm Sulpiz Kurz. Cyclocodon lancifolius ingår i släktet Cyclocodon, och familjen klockväxter.

## Underarter
Arten delas in i följande underarter:
- C. l. celebicus
- C. l. lancifolius